# Фінал кубка Англії з футболу 1912
Фінал кубка Англії з футболу 1912 — 41-й фінал найстарішого футбольного кубка у світі. Учасниками фіналу були «Барнслі» і «Вест-Бромвіч Альбіон». Володарем кубкового трофею став «Барнслі».
Фінальна гра, яка була проведена 20 квітня 1912 року, завершилася з нічийним рахунком 0:0.
Відповідно до регламенту змагання 24 квітня 1912 року було проведене перегравання, в якому сильнішою виявилася команда із Барнслі, яка здобула перемогу 1:0.

## Шлях до фіналу
| «Барнслі»          | «Барнслі» | «Барнслі»                                                                                                 | Раунд           | «Вест-Бромвіч Альбіон» | «Вест-Бромвіч Альбіон» | «Вест-Бромвіч Альбіон»                                            |
| ------------------ | --------- | --- | --------------- | ---------------------- | ---------------------- | ----------------------------------------------------------------- |
| Суперник           | Результат | Матчі |                 | Суперник               | Результат              | Матчі                                                             |
| «Бірмінгем Сіті»   | 3—0       | 0—0 на виїзді, 3—0 вдома (перегравання)                                                                   | Перший раунд    | «Тоттенгем Готспур»    | 3—0                    | 3—0 вдома                                                         |
| «Лестер Фосс»      | 1—0       | 1—0 вдома                                                                                                 | Другий раунд    | «Лідс Сіті»            | 1—0                    | 1—0 на виїзді                                                     |
| «Болтон Вондерерз» | 2—1       | 2—1 на виїзді                                                                                             | Третій раунд    | «Сандерленд»           | 2—1                    | 2—1 на виїзді                                                     |
| «Бредфорд Сіті»    | 3—2       | 0—0 вдома, 0—0 на виїзді (перегравання), 0—0 вдома (перегравання), 3—2 на нейтральному полі(перегравання) | Четвертий раунд | «Фулгем»               | 3—0                    | 3—0 вдома                                                         |
| «Свіндон Таун»     | 1—0       | 0—0 на нейтральному полі, 1—0 на нейтральному полі (перегравання)                                         | 1/2 фіналу      | «Блекберн Роверз»      | 1—0                    | 0—0 на нейтральному полі, 1—0 на нейтральному полі (перегравання) |

## Матч
| 20 квітня 1912 |

| Барнслі | 0:0      | Вест-Бромвіч Альбіон |
| ------- | -------- | -------------------- |
|         | Протокол |                      |

| Крістал Пелес, Лондон Глядачів: 54 434 Арбітр: Дж.Р.Шумахер |

|  |  |

|                  |  |                  |  |
|                  |  |                  |  |
| В                |  | Джек Купер       |  |
| З                |  | Дікі Даунс       |  |
| З                |  | Арчі Тейлор (к)  |  |
| ПЗ               |  | Боб Гленденнінг  |  |
| ПЗ               |  | Філіп Братлі     |  |
| ПЗ               |  | Джордж Атлі      |  |
| Н                |  | Вілфред Бартроп  |  |
| Н                |  | Гаррі Тафнелл    |  |
| Н                |  | Джордж Ліллікроп |  |
| Н                |  | Джордж Траверс   |  |
| Н                |  | Джиммі Мур       |  |
| Головний тренер: |  |                  |  |
| Артур Фейрклау   |  |                  |  |

|                  |  |                       |  |
|                  |  |                       |  |
| В                |  | Г'юберт Пірсон        |  |
| З                |  | Артур Кук             |  |
| З                |  | Джессі Пеннінгтон (к) |  |
| ПЗ               |  | Джордж Бадделі        |  |
| ПЗ               |  | Фред Бак              |  |
| ПЗ               |  | Боббі Макніл          |  |
| Н                |  | Клод Джефкотт         |  |
| Н                |  | Гаррі Райт            |  |
| Н                |  | Боб Пейлор            |  |
| Н                |  | Сід Баузер            |  |
| Н                |  | Бен Ширмен            |  |
| Головний тренер: |  |                       |  |
| Фред Еверісс     |  |                       |  |

## Перегравання
| 24 квітня 1912 |

| Барнслі      | 1:0 дч   | Вест-Бромвіч Альбіон |
| ------------ | -------- | -------------------- |
| Тафнелл 118' | Протокол |                      |

| Бремолл Лейн, Шеффілд Глядачів: 38 555 Арбітр: Дж.Р.Шумахер |

|  |  |

|                  |  |                  |  |
|                  |  |                  |  |
| В                |  | Джек Купер       |  |
| З                |  | Дікі Даунс       |  |
| З                |  | Арчі Тейлор (к)  |  |
| ПЗ               |  | Боб Гленденнінг  |  |
| ПЗ               |  | Філіп Братлі     |  |
| ПЗ               |  | Джордж Атлі      |  |
| Н                |  | Вілфред Бартроп  |  |
| Н                |  | Гаррі Тафнелл    |  |
| Н                |  | Джордж Ліллікроп |  |
| Н                |  | Джордж Траверс   |  |
| Н                |  | Джиммі Мур       |  |
| Головний тренер: |  |                  |  |
| Артур Фейрклау   |  |                  |  |

|                  |  |                       |  |
|                  |  |                       |  |
| В                |  | Г'юберт Пірсон        |  |
| З                |  | Артур Кук             |  |
| З                |  | Джессі Пеннінгтон (к) |  |
| ПЗ               |  | Джордж Бадделі        |  |
| ПЗ               |  | Фред Бак              |  |
| ПЗ               |  | Боббі Макніл          |  |
| Н                |  | Клод Джефкотт         |  |
| Н                |  | Гаррі Райт            |  |
| Н                |  | Боб Пейлор            |  |
| Н                |  | Сід Баузер            |  |
| Н                |  | Бен Ширмен            |  |
| Головний тренер: |  |                       |  |
| Фред Еверісс     |  |                       |  |